# Ulricehamns IF
Ulricehamns IF, UIF, är en idrottsförening i Ulricehamn i Sverige som gjort sig nationellt känd för framgångsrika elitskidåkare inom längdskidåkning. Sprintåkaren Hanna Falk tävlar för UIF och Oscar Svärd tävlade för klubben då han vann Vasaloppet såväl 2005 som 2007.
Utöver skidor finns ytterligare tre verksamhetsgrenar i UIF: ishockey, bordtennis och boule. Ishockeylaget spelade säsongerna 2007/2008 och 2008/2009 i Hockeyettan, men har sedan dess hållit till i Hockeytvåan.
Den tidigare fotbollssektionen spelade fyra säsonger i division III på tiden som trean utgjorde landets tredje högsta serienivå (motsvarande dagens division I), säsongerna 1956/1957-1957/1958 och 1965-1966.. År 1992 slogs sektionen samman med IFK Ulricehamn och bildade Ulricehamns IFK.

## Fotnoter
1. ↑  ”Ulricehamns IF”. Elite Prospects. https://www.eliteprospects.com/team/497/ulricehamns-if. Läst 13 juni 2020.
2. ↑  https://sites.google.com/view/clasglenningfootball/hem/sweden-historical-tables
3. ↑  Jonas Emtervall (9 september 2017). ”Intresset för fotbollen är nyckeln” (på svenska). Ulricehamns tidning. Arkiverad från originalet den 27 oktober 2017. https://web.archive.org/web/20171027232147/http://www.ut.se/sport/uifks-ordforande-intresset-for-fotbollen-ar-nyckeln/. Läst 27 oktober 2017.